# Porto Moniz (freguesia)
A Freguesia de Porto Moniz, com sede na vila que lhe deu o nome, é uma freguesia portuguesa do Município do Porto Moniz, com 21,0 km² de área e 1584 habitantes (censo de 2021), tendo, por isso, uma densidade populacional de 75,4 hab./km².
Localiza-se a uma latitude 32.85 (32°51') Norte e a uma longitude 17.1667 (17°10') Oeste. A principal atividade é a agricultura. Tem costa no Oceano Atlântico a norte e montanhas a sudeste.

## Demografia
A população registada nos censos foi:
| Distribuição da População por Grupos Etários | Distribuição da População por Grupos Etários | Distribuição da População por Grupos Etários | Distribuição da População por Grupos Etários | Distribuição da População por Grupos Etários |
| -------------------------------------------- | -------------------------------------------- | -------------------------------------------- | -------------------------------------------- | -------------------------------------------- |
| Ano                                          | 0-14 Anos                                    | 15-24 Anos                                   | 25-64 Anos                                   | > 65 Anos                                    |
| 2001                                         | 269                                          | 237                                          | 807                                          | 387                                          |
| 2011                                         | 198                                          | 179                                          | 877                                          | 414                                          |
| 2021                                         | 154                                          | 165                                          | 788                                          | 477                                          |

Nota: Nos anos de 1911 a 1930 tinha anexada as freguesias de Achada da Cruz e Ribeira da Janela. Pelo decreto-lei nº 30.214, de 22/12/1939, passaram a constituir freguesias autónomas.